# Liste des interstates en Arkansas
Les interstates en Arkansas font partie du réseau des autoroutes inter-états. Elles parcourent près de 1169 miles (1881 km) et sont au nombre de dix, dont quatre principales et six auxiliaires. Ultimement, deux autoroutes principales s'ajouteront, l'I-57 et l'I-69. La plus longue autoroute est l'I-40, qui parcourt le centre de l'état d'ouest en est en passant par Little Rock.

## Liste des autoroutes principales
| Numéro       | Longueur (mi) | Longueur (km) | Terminus sud / ouest                  | Terminus nord / est                              | Créée    | Notes                       |
| ------------ | ------------- | ------------- | ------------------------------------- | ------------------------------------------------ | -------- | --------------------------- |
| I-30         | 143,02        | 230,17        | I-30 à la frontière avec le Texas     | I-30 à Little Rock                               | 1957     |                             |
| I-40         | 284,69        | 458,16        | I-40 à la frontière avec l'Oklahoma   | I-40 à la frontière avec le Tennessee            | 1964     |                             |
| I-49         | 109,81        | 176,72        | I-49 à la frontière avec la Louisiane | I-49 à la frontière avec le Missouri             | 2014     |                             |
| I-55         | 72,22         | 116,23        | I-55 à la frontière avec le Tennessee | I-55 à la frontière avec le Missouri             | 1960     |                             |
| I-57         | 122,8         | 197,6         | I-40 à Little Rock                    | US 412 / US 412B á Walnut Ridge                  | 2024     | Tracé via celui de la US 67 |
| I-69         | 185,00        | 298,00        | I-69 à la frontière avec la Louisiane | I-69 / US 278 à la frontière avec le Mississippi | proposée |                             |
| - Non-ouvert |               |               |                                       |                                                  |          |                             |

## Liste des autoroutes auxiliaires
| Numéro       | Longueur (mi) | Longueur (km) | Terminus sud / ouest     | Terminus nord / est       | Créée | Notes                                       |
| ------------ | ------------- | ------------- | ------------------------ | ------------------------- | ----- | ------------------------------------------- |
| I-430        | 12,93         | 20,81         | I-30 à Little Rock       | I-40 à North Little Rock  | 1980  | Contourne Little Rock et North Little Rock  |
| I-440        | 14,16         | 22,79         | I-30 à Little Rock       | I-57 à Jacksonville       | 2003  | Relie l'I-57, l'I-40, l'I-30 et l'I-530     |
| I-530        | 46,65         | 75,08         | US 65 à Pine Bluff       | I-30 à Little Rock        | 1999  | Sera reliée à la Future I-69                |
| I-540        | 15,87         | 25,54         | US 71 près de Fort Smith | I-40 à Van Buren          | 1965  | Le segment nord est devenu partie de l'I-49 |
| I-555        | 49,20         | 79,20         | I-55 près de Turrell     | US 49 / AR 18 à Jonesboro | 2016  | Continue vers le nord comme US 63           |
| I-630        | 7,40          | 11,91         | I-430 à Little Rock      | I-30 à Little Rock        | 1985  |                                             |
| - Non-ouvert |               |               |                          |                           |       |                                             |